# Verdi de Carvalho
Alfredo Gentil Verdi de Carvalho (nome artístico Verdi de Carvalho; São Luís, 27 de dezembro de 1885 — Rio de Janeiro, 13 de julho de 1937) foi um maestro, compositor e letrista brasileiro.

## Primeiros anos
Verdi nasceu em São Luís, mas ainda na infância foi morar em Recife com a mãe, que ficara viúva. Em Pernambuco estudou no Colégio São Joaquim da Santa Casa de Misericórdia. Aos 15 anos ingressou no Colégio Ayres da Gama, onde ocupo lugar como mestre da banda, a partir daí nasceu seu gosto musical

## Carreira artística
Em 1910 foi para Manaus sendo professor de piano (sendo instrumento principal), em 1912 voltou ao Maranhão onde fundou sua escola particular de música em sua casa. Em 1913 voltou para Recife onde além de actuar em grupos de cinema (fazendo as trilhas sonoras) também passou a dirigir orquestras das companhias de operetas. Em 1924 passou a morar em definitivo na cidade do Rio de Janeiro actuando em várias copanhias teatrais, trabalhando também com o tenor Vicente Celestino em companhias de operetas, Vicente gravarias várias de suas composições.

## Morte
Faleceu por intoxicação por gás durante o banho, causado pelo aquecedor.